# Helianthus silphioides
Helianthus silphioides — вид квіткових рослин з родини айстрових (Asteraceae).

## Біоморфологічна характеристика
Багаторічник 50–300 см заввишки (зазвичай є неквітучі стебла). Стебла прямовисні, проксимально ворсисті, дистально майже голі. Листки прикореневі і стеблові; переважно протилежні; листкові ніжки 0.1–5.5 см; листкові пластинки від яйцюватих до широко-яйцюватих чи майже округлих, 7–15 × 4.5–15 см, краї цілі чи від городчастих до зазубрених; абаксіально (низ) зазвичай шорсткі, іноді ± ворсисті, не залозисті. Квіткових голів 3–15+. Променеві квітки 8–13; пластинки 15–20 мм (не залозисті). Дискові квітки 75+; віночки 6–7 мм, частки червонуваті; пиляки темні. Ципсели 3–4 мм, голі чи дистально запушені. 2n = 34. Цвітіння: кінець літа — початок осені

## Умови зростання
США (Алабама, Арканзас, Іллінойс, Кентуккі, Луїзіана, Міссісіпі, Міссурі, Оклахома, Теннессі). Населяє відкриті ділянки; 100–300 метрів.

## Значущість
Helianthus silphioides є третинним диким родичем культивованого соняшнику H. annuus і має потенціал для використання як донора генів для селекції рослин, зокрема завдяки високій концентрації олеїнової кислоти. Він також належить до четвертої групи таксонів H. tuberosus і культивується як декоративний. Крім того, рід Helianthus приваблює велику кількість місцевих бджіл